# Jaume Valls i Piulats
Jaume Valls i Piulats (Bellvís, Pla d'Urgell, Lleida, 1930) va ser un líder obrer de la construcció i membre del PSUC i de CCOO. També va ser escollit regidor de l'ajuntament d'Hospitalet per la llista del PSUC. A més a més va ser vocal de la Junta de Govern de l'Hospital Universitari de Bellvitge i president de l'associació del Pont de la Llibertat-L'Hospitalet Antifranquista.

## Biografia

### Infància i joventut
Els primers records d'infantesa són de la Guerra Civil espanyola i dels primers anys de la postguerra. Malgrat la curta edat, anava assimilant la situació en què es trobava perquè veia com amics i veïns del seu poble marxaven al front. Amb dotze anys, en Jaume Valls, va tenir un enfrontament amb un falangista, que li va suposar un punt d'inflexió. En aquest moment també va aprendre que l'església no estava del seu costat. L'any 1945 va tenir un xoc amb un falangista a qui es va dirigir en català. Quan el falangista el va escoltar va etzibarli un cop de puny a la cara. A més a més va dir-li: “Habla como los cristianos, no me hables en el idioma de los perros”. Així, a poc a poc va anar adquirint una consciència de la situació que es patia a Catalunya.
L'any 1944 a part de treballar en el camp també va exercir d'aprenent de forner i pastisser en una fleca del seu poble. El 1949, després de fer petits treballs, va tornar a treballar de forner a Sidamunt i va conèixer els negocis de l'època en el mercat negre, l'estraperlo. Més tard es va dedicar a criar pollastres, porcs i gallines, per compte propi, en la granja que va construir.

### Moviment antifranquista
Des de l'any 1948, en Jaume, tenia contactes amb exiliats a França però no va ser fins a l'any 1951 que va ingressar al PSUC. Es casà l'any 1957 amb l'Agustina, filla d'un exiliat anarquista. L'any 1962 va marxar a París on es va reunir amb la direcció del Partit Socialista Unificat de Catalunya (PSUC) i va rebre formació en mètodes d'activisme (introduir-se a les cooperatives, participar en els moviments socials, distribuir propaganda i fer tasques de coordinació).
L'any 1964 la granja del Jaume va fer fallida per això decidí marxar a Barcelona amb la intenció de trobar feina a la fàbrica SEAT i, des de dins, captar gent pel moviment comunista. A més a més la consigna principal dels comunistes era infiltrar-se en el Sindicat Vertical (únic sindicat legal, imposat pel règim franquista). No va poder entrar a aquesta empresa i finalment va començar a treballar a la foneria Samper on va trobar gent disposada a afiliar-se al Partit Comunista. És en aquesta fàbrica on Jaume Valls va crear la primera Comissió Obrera de l'Hospitalet del Llobregat. L'any 1966 ja era el responsable de la cèl·lula de l’Hospitalet i va estar vinculat al Comitè Central de París, per així mantenir contacte amb les comarques de Ponent.
A l'any 1967, va ser nomenat responsable polític del recentment creat Comitè del Sector 3 (hi havien tres sectors a Barcelona Jaume se’n va fer responsable i el 3 ocupava Sants, l'Hospitalet del Llobregat i el Baix Llobregat). Els membres d'aquest Comitè s'encarregaven de portar i distribuir propaganda comunista, aconseguir afiliats, organitzar reunions clandestines… 
A final de l'any 1967, va a treballar al sector de la construcció a la immobiliaria La Llave de Oro. Aquest mateix any, Jaume Valls és un dels responsables d'organitzar una manifestació a la plaça de Collblanc. Cada localitat havia de fer manifestacions esporàdiques a la ciutat per agafar a les autoritats desprevingudes. L'any 1968 va ser detingut quan estava a l'església de Bellvitge preparant accions pel primer de maig i va passar tres mesos tancat a la Model. Aquesta va ser la primera vegada de tres que va estar empresonat.
L'any 1969 va ser detingut per segona vegada però aquest cop va ser torturat a la comissaria de Via Laietana. En no delatar als seus companys li van embargar el pis on vivia al barri de Bellvitge. Durant la construcció de la residència de Bellvitge, iniciada el març del 71, els companys de feina van començar a fer reunions clandestines. En aquestes reunions proposaven millores laborals per després demanar-les a l'empresa. Davant la negativa d'aquesta els treballadors van endurir les seves accions i hi van començar a fer aturades de mitja hora durant la seva jornada laboral. L'empresa continuava sense acceptar les reivindicacions proposades, per això els treballadors es van veure obligats a fer vaga per ser escoltats.
Aquest mateix any (1971) va ser detingut per tercer cop i va rebre també una sanció governativa. L'any 1976 va tenir lloc una vaga similar a la de la residència de Bellvitge però d'abast global a Catalunya. Es va aturar una part de l'activitat econòmica de Catalunya. Amb aquest fet els treballadors de la residència es van aconseguir una assegurança de vida i un augment del 40% del salari.

### Ajuntaments democràtics i actualitat
L'any 1979, en les primeres eleccions democràtiques de l'Hospitalet Jaume Valls va ser escollit regidor de l'ajuntament per la llista del PSUC. L'any 1982 el PSUC es fracturà i donà pas al Partit dels Comunistes de Catalunya, al qual el Jaume Valls es va unir encara que poc temps, després va tornar al PSUC. Del 1979 fins al 1987 va ser vocal de la Junta de Govern de l'Hospital Universitari de Bellvitge. Va impulsar el Col·lectiu L'Hospitalet Antifranquista a l'any 1995 i al 2004 va promoure El Pont de la Llibertat-L'Hospitalet Antifranquista, del qual és el president.